# EuroMOMO
EuroMOMO er et europæisk netværk der overvåger dødeligheden i europæiske lande. Rationalet er at stille epidemiologisk statistik til rådighed for beslutningstagere.
Netværket stiller den indsamlede information tilgængelige via deres hjemmeside på https://www.euromomo.eu. Her vises grafer over den tidslige dødelig for aldersgrupper og personer i forskellige europæiske lande og regioner.
EuroMOMO er funderet på Statens Serum Institut hvor Kåre Mølbak var projektleder. Rollen som leder af netværket blev ved Mølbaks pension overtaget af Tyra Grove Krause. 28 partnere i 24 lande eller regioner deltager.
En stor del af lande fra den Europæiske Union deltager i netværket, dog har flere østeuropæiske lande ikke deltaget.
Udover EU-lande sender Norge, Schweiz og Israel data til EuroMOMO og Storbritannien har fortsat efter Brexit. Ukraine har også deltaget i netværket, men leverede i 2022 ikke data. 
Tyskland og Storbritannien er speciel derved at data kommer på fra flere dele af landene. 
For Storbritanniens vedkommende er data splittet op i data fra England, Nordirland, Skotland og Wales. 
For Tysklands vedkommende har data kommet på forbundsniveau men også fra delstaterne Hesse og Berlin.
Forskere med tilknytning til netværket udgiver rapporter og videnskabelige artikler med relation til EuroMOMO's arbejde. 
Det gælder specielt om analyse i forbindelse med dødelighed og influenza. Netværkets information har været specielt vigtig i forbindelse med COVID-19-pandemien, hvor EuroMOMO har udgivet ugentlige bulletiner. Analyser fra netværkets medlemmer har vist en øget dødelighed i Europa i marts-april 2020 og igen i oktober til december 2020.
EuroMOMO modtager støtte fra Det Europæiske Center for Forebyggelse af og Kontrol med Sygdomme og WHO.

## Udvalgte artikler med relation til EuroMOMO
- J Nielsen; L S Vestergaard; L Richter; D Schmid; N Bustos; T Asikainen; Ramona Trebbien; G Denissov; K Innos; M J Virtanen; A Fouillet; T Lytras; K Gkolfinopoulou; M An der Heiden; L Grabenhenrich; H Uphoff; A Paldy; J Bobvos; L Domegan; J O'Donnell; Matteo Scortichini; A de Martino; Joël Mossong; K England; J Melillo; L van Asten; M Ma de Lange; R Tønnessen; R A White; S P da Silva; A P Rodrigues; Amparo Larrauri; Clara Mazagatos; A Farah; A D Carnahan; C Junker; M Sinnathamby; R G Pebody; Nick Andrews; A Reynolds; J McMenamin; C S Brown; C Adlhoch; P Penttinen; Kåre Mølbak; Tyra Grove Krause (18. februar 2019), "European all-cause excess and influenza-attributable mortality in the 2017/18 season: should the burden of influenza B be reconsidered?", Clinical Microbiology and Infection, 25 (10): 1266-1276, doi:10.1016/J.CMI.2019.02.011, PMID 30790685, Wikidata  Q64129338
- Jens Nielsen; Tyra Grove Krause; Kåre Mølbak (16. april 2018), "Influenza-associated mortality determined from all-cause mortality, Denmark 2010/11-2016/17: The FluMOMO model", Influenza and Other Respiratory Viruses, 12 (5): 591-604, doi:10.1111/IRV.12564, PMC 6086850, PMID 29660769, Wikidata  Q54234966
- Lars Henrik Aagaard, 5. sep 2020: Enestående dansk forskning afslører coronaens sande farlighed – og kaster mere lys over mænds særlige sårbarhed, artikel på berlingske.dk